# Bronzenes Kreuz

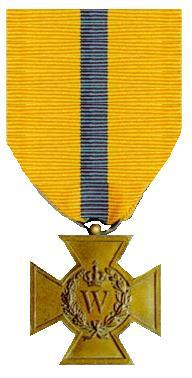
Das Bronzene Kreuz

Das Bronzene Kreuz wurde am 11. Juni 1940 von Königin Wilhelmina der Niederlande für alle Soldaten der Niederländischen Streitkräfte gestiftet, die sich in Kriegszeiten durch mutiges und entschlossenes Handeln ausgezeichnet haben.
In Ausnahmefällen kann eine Verleihung auch an Zivilisten und Ausländer erfolgen.
Die Dekoration ist ein bronzenes teutonisches Kreuz mit der gekrönten Initiale W (Wilhelmina) in der Mitte, das von einem Lorbeerkranz umgeben ist. Rückseitig in den Kreuzarmen die Inschrift Trouw aan Koningin en Vaderland (Treu gegenüber Königin und Vaterland). Mittig von einem Eichen- und Lorbeerkranz umgeben die Jahreszahl 1940.
Getragen wird die Auszeichnung an einem orangen Band mit einem blauen Mittelstreifen auf der linken Brust.
Für wiederholte Verleihung wird eine entsprechende arabische Zahl aus Bronze auf dem Band angebracht.